# 任实站
任實站（：／ Imsil yeok */?）是位于韩国全罗北道任实郡任實邑的一个车站，属于全罗线。

## 历史
- 1931年10月1日 - 落成使用。

## 相鄰車站
韓國鐵道公社
全羅線
館村－任實－鳳泉